# Caius Sergius Orata
Caius Sergius Orata (v. 140- v. 91 av. J.-C.) est un sénateur romain réputé pour ses activités commerciales et son art de vivre. Les sources antiques insistent sur ses pratiques spéculatives et le présentent comme l'exemple du luxe et du bien-vivre.  Il y est considéré comme l'introducteur à Rome des bains chauds suspendus (chauffés par hypocauste), de l'ostréiculture, et la promotion gastronomique des huîtres du lac Lucrin.

## Biographie
Sergius Orata est préteur en 97 av. J.-C. et ne poursuit pas le cursus honorum. Cicéron le présente comme privilégié par la fortune, jouissant d'une bonne santé, entouré de bons amis et étant lui-même un excellent compagnon. Plus que par ses activités politiques, il est avant tout connu en raison de son art de vivre et des activités économiques qui lui sont liées. Pline l'Ancien lui attribue d'importantes innovations techniques dans le domaine de l'ostréiculture, dans le domaine de l'architecture thermale et dans l'attribution de la palme de la meilleure saveur aux huitres du lac Lucrin. 
Selon Macrobe et Valère Maxime, pour qui il est un exemple du luxe dans l'aristocratie de la fin de la république, il est le premier à utiliser des bains suspendus (balneae pensiles) et consacre d'importants travaux hydrauliques à la pisciculture et à l'ostréiculture à Baïes. Orata fait notamment fermer partiellement l'entrée du lac Lucrin pour permettre l'élevage de l'huître en régulant les mouvements de l'eau. Selon Pline l'Ancien, Sergius tire grand profit de ses huîtres, il tire aussi de grands profits de l'aménagement et de la vente de villas équipées de bains. 
L'introduction à Rome par Orata des bains chauds suspendus est généralement comprise comme renvoyant aux hypocaustes, qui existent cependant antérieurement,,,. Orata les a sans doute modifiés, perfectionnés et développés, participant, avec son cercle de proches, à l'introduction d'usages hellénistiques à Rome. Comme avec les parcs à huîtres, son entreprise est un succès et ses thermes deviennent un signe de distinction parmi les riches Romains. Avec l'aide de Lucius Licinius Crassus, il rachète des villas, les équipe de son système de bains chauffés pour ensuite les revendre avec une plus-value. Orata est aussi un ami et protecteur du médecin Asclépiade de Bithynie, qui selon Pline, cesse de prescrire des moyens archaïques pour réchauffer les malades, et probablement fait la promotion curative des bains chauffés.
Les investissements économiques d'Orata eurent des conséquences judiciaires. Il eut notamment un conflit juridique avec un certain Considius, publicain qui déclarait tenir en location l'eau du lac Lucrin, considéré comme un bien public. Cicéron mentionne aussi un procès contre Marcus Marius Gratidianus, à propos de la vente d'une villa dont ce dernier n'aurait pas déclaré expressément une servitude. Dans les deux cas, Orata fut représenté par Lucius Licinius Crassus, consul en 95 av. J.-C..
Son nom qui vient du latin orata ou aurata qui veut dire « de couleur dorée » lui viendrait de son penchant pour le luxe et de son habitude d’orner les doigts de ses mains de deux gros anneaux d’or. Certains associaient aussi son nom à son goût pour les dorades,.